# Мойсей Мурин
Св. преподобни Моисей Мурин (Моисей Черни), (330 – 405) е роден като роб в Етиопия. Обвинен в кражба, собствениците му го изгонват и той се присъединява към банда разбойници. По-късно Моисей намира убежище в един скит. След срещата си със Св. Макарий и Св. Исидор той приема християнството и става монах, по-късно със звание презвитер. Убит заедно с 6 негови ученици през 405, когато берберите нападат манастира.
Св. Моисей е покровител на африканците.